# Gesellschaft für Wirtschafts- und Sozialwissenschaften des Landbaus
Die Gesellschaft für Wirtschafts- und Sozialwissenschaften des Landbaues e.V. (GEWISOLA) ist nach eigenen Angaben der Zusammenschluss der deutschen agrarökonomischen und agrarsoziologischen Wissenschaftsgemeinschaft.

## Geschichte
Die Gesellschaft wurde 1959 in Braunschweig gegründet. Um die Mitgliedschaft können sich alle Personen bewerben, die sich auf dem Gebiet der Wirtschafts- und Sozialwissenschaften des Landbaues wissenschaftlich betätigen oder die auf andere Weise die Forschung auf diesem Gebiet und die Anwendung von wissenschaftlichen Erkenntnissen durch ihre Tätigkeit fördern. Fördernde Mitglieder können zudem Einzelpersonen und Körperschaften sein, die die Aufgaben der GEWISOLA unterstützen.

## Ziele
Die GEWISOLA will die Lehre und Forschung auf dem Gebiet der Wirtschafts- und Sozialwissenschaften des Landbaues zu fördern, den Austausch von wissenschaftlichen Erkenntnissen und Erfahrung zwischen den Mitgliedern der Gesellschaft sowie mit in- und ausländischen Einrichtungen ähnlichen Charakters zu pflegen und der Diskussion von wissenschaftlichen Problemen zu dienen. Die Mitglieder sind vor allem in der Wissenschaft an Universitäten und Forschungsinstituten, in Verwaltung, agrarwissenschaftlichen Unternehmen sowie in Beratung und Praxis als Agrarökonomen und Agrarsoziologen tätig.

## Jahrestagungen und Schriftenreihe
Die Jahrestagungen dienen der besseren Vernetzung in der deutschen agrarökonomischen und -soziologischen Wissenschaftsgemeinschaft. Der Bezug des Tagungsbandes sowie regelmäßige Informationen über Neuigkeiten auf dem Gebiet der Wirtschafts- und Sozialwissenschaften des Landbaues durch elektronischen GEWISOLA-Newsletter dienen dem Informationsaustausch.
Die Gesellschaft veranstaltet alljährlich Ende September/Anfang Oktober eine wissenschaftliche Fachtagung. Seit 2004 durchlaufen alle eingereichten Beiträge ein strenges Begutachtungsverfahren ("Double blind review"; Näheres zur Einreichung und Begutachtung von Tagungsbeiträgen finden sie hier). Die im Tagungsband veröffentlichten Beiträge stellen daher referierte Veröffentlichungen dar. Die Tagungsbände werden in der Reihe "Schriften der Gesellschaft für Wirtschafts- und Sozialwissenschaften des Landbaues e.V." veröffentlicht.
Seit 2006 werden alle Tagungsbeiträge über die Volltextdatenbank AgEcon Search international leichter auffindbar und können dort kostenfrei heruntergeladen werden. AgEcon Search wird von der Universität Minnesota USA betreut.
Schriften der Gesellschaft für Wirtschafts- und Sozialwissenschaften des Landbaues e. V. erscheinen im Landwirtschaftsverlag Münster-Hiltrup.

## Ehrenmitglieder
- 1977: Georg Blohm Kiel
- 1977: Arthur Hanau Göttingen
- 1977: Paul Rintelen Weihenstephan
- 1977: Max Rolfes Gießen
- 1977: Emil Woermann Göttingen
- 1980: Roderich Plate Stuttgart-Hohenheim
- 1987: Herbert Kötter Lollar
- 1987: Hans-Heinrich Herlemann Weihenstephan
- 1987: Kurt Pfleiderer Bonn
- 1988: Günther Schmitt Göttingen
- 1988: Edgar Lohmeyer Bonn
- 1989: Günther Steffen Bonn
- 1989: Günther Weinschenck Stuttgart
- 1990: Adolf Weber Kiel
- 1992: Egon Wöhlken Gießen
- 1994: Peter von Blankenburg Berlin
- 1994: Hans Stamer Kiel
- 1996: Erwin Reisch Hohenheim
- 1997: Hugo Steinhauser Weihenstephan
- 1999: Winfried von Urff Weihenstephan
- 2002: Wilhelm Henrichsmeyer Bonn
- 2002: Cay Langbehn Kiel
- 2002: Uwe Zimpelmann Frankfurt/Main
- 2003: Günther Fratzscher Rheinbreitbach
- 2004: Ulrich Koester Kiel
- 2004: Wilhelm Schopen Bonn
- 2006: Friedrich Kuhlmann Gießen
- 2007: Jürgen Zeddies Hohenheim
- 2009: Stefan Tangermann Göttingen
- 2012: Wilhelm Brandes Göttingen
- 2014: Klaus Frohberg Bonn
- 2017: Ernst Berg Bonn
- 2017: Alois Heißenhuber Weihenstephan
- 2018: Roland Herrmann Gießen
- 2018: Dieter Kirschke Berlin
- 2020: Peter Weingarten Braunschweig